# Wim De Coninck
Wim De Coninck (23 de junho de 1959) é um ex-futebolista belga. Ele competiu pela seleção de seu país no Campeonato Europeu de Futebol de 1984, sediado na França.